# Полночь (Доктор Кто)
«Полночь» — десятый эпизод четвёртого сезона британского научно-фантастического телесериалa «Доктор Кто». Премьера серии состоялась 14 июня 2008 года на канале BBC One. Сценарий написан Расселлом Ти Дейвисом. В 2025 году вышел эпизод «Колодец» с Шути Гатвой в роли Пятнадцатого Доктора, который является сиквелом серии «Полночь».

## Сюжет
Психологический триллер в замкнутом пространстве. Действие происходит на безжизненной планете под названием Полночь, поверхность которой покрыта сверкающими бриллиантами, но полна смертельно опасной радиации. Донна Ноубл говорит Доктору, что хочет немного отдохнуть в отеле, и Доктор отправляется на экскурсию без неё. Экскурсионный автобус оборудован защитой от радиации, на полпути он неожиданно останавливается. Доктор присоединяется к водителю Джо и механику Клоду в кабине, и они видят, что все системы работают, но автобус просто не двигаются. Они вызывают ремонтную бригаду, но пока ждут помощь неизвестное существо проникает внутрь и вселяется в пассажирку Скай Сильвестри. Сначала оно повторяет слова за другими людьми, затем говорит одновременно. Пассажиры в панике, а Доктор пытается наладить контакт с существом.
Доктор цитирует, а существо повторяет поэму Кристины Россетти «Базар гоблинов»:

«We must not look at goblin men,

We must not buy their fruits:

Who knows upon what soil they fed

Their hungry thirsty roots?»

## Отзывы и критика
«Полночь» посмотрели 8,05 миллиона зрителей, что составило 38% от общей телеаудитории; что сделало её пятой по популярности программой недели . Серия получила «показатель оценки» (Appreciation Index) 86 (считается отличным).
Эта серия получила ряд рецензий в британских медиа. Телеобозреватель The Guardian Сэм Уолластон охарактеризовал этот эпизод как «великолепный… он напряжённый, вызывает клаустрофобию и гложет вас». Он похвалил, что все действие происходило в одном замкнутом пространстве с невидимым врагом, сказав, что «это психологическая драма, а не полноценный ужас; жутко-неизвестно страшно, а не страшно со спецэффектами-монстрами».
Уильям Галлахер из Radio Times в целом положительно отозвался об этой серии, но сказал, что ему «хотелось бы ещё чуть-чуть, ещё крошечный шаг до развязки; не могу даже сказать вам, чего не хватало, но мне нужен был ещё один этап в путешествии».